# إليجاه بريغهام
إليجاه بريغهام (بالإنجليزية: Elijah Brigham)‏ هو محامي وسياسي أمريكي، ولد في 7 يوليو 1751 في نورثبورو في الولايات المتحدة، وتوفي في 22 فبراير 1816 في واشنطن العاصمة في الولايات المتحدة. حزبياً، نشط في الحزب الفيدرالي الأمريكي. وقد انتخب عضو مجلس نواب ماساتشوستس وانتخب عضو مجلس النواب الأمريكي.